# Сутора трипала
Суто́ра трипала (Cholornis paradoxus) — вид горобцеподібних птахів родини суторових (Paradoxornithidae). Ендемік Китаю.

## Опис
Довжина птаха становить 20-21 см. Забарвлення переважно коричневе, тім'я дещо темніше. Лоб блідий, попелясто-сірий, навколо очей широкі білі кільця, над очима чорнувато-бірі "брови". Дзьоб короткий, міцний, жовтий, вигнутий. Крайні пальці на лапах редуковані.

## Підвиди
Виділяють два підвиди:
- C. p. paradoxus Verreaux, J, 1871 — південь Ганьсу, Сичуань, південний схід Шеньсі;
- C. p. taipaiensis (Cheng, T, Lo & Chao, 1973) — гори Циньлін на півдні Шеньсі.

## Поширення і екологія
Трипалі сутори мешкають в горах Центрального Китаю. Вони живуть в бамбуковому підліску гірських мішаних лісів. Зустрічаються невеликими зграйками до 15 птахів, на висоті від 1500 до 3660 м над рівнем моря.